# Crash Bandicoot
Crash Bandicoot (срп. Креш Бандикут) је серијал видео игара, оригинално развијених од стране компаније Ноти Дог (енг. Naughty Dog) као ексклузива за Сонијев Плејстејшн, који је добио велики број наставака креираних од стране великог броја програмера који су објављивани на великом броју платформи. Серијал се углавном састоји од платформских игара, али такође и од других врста жанрова као што су картинг (поджанр тркачких видео игaра) и друштвене игре. Серијал је оригинално произведен од стране компаније Јуниверзал Интерактив (енг. Universal Interactive), која је касније постала позната као Вивенди Гејмс (енг. Vivendi Games); 2007. године Вивенди Гејмс се спојио са Активижоном, који тренутно поседује и објављује игре у серијалу.
Игре се углавном смештене на измишљеном острву Вумпа, архипелагу који се налази јужно од Аустралије, где људи и мутанти коегзистирају, али се такође у серијалу јављају и друге локације. Главне игре у серијалу су углавном платформске игре, док су неки од наставака и у другим жанровима игара. Протагониста серијала је генетски модификован бандикут по имену Креш, чији миран живот на острву Вумпа често бива узнемирен од стране главног антагонисте игре, доктора Нео Кортекса. Доктор Нео Кортекс је научник који је створио Креша и који жели да га уништи, јер је Креш резулат његовог неуспелог експеримента. У већини игара, Креш мора да победи Кортекса како би осујетио његове планове за светску доминацију.

## Историја

### 1996-2000: Плејстејшн ексклузива
Након представљања игре Way of the Warrior Марку Сернију (енг. Mark Cerny) из Јуниверзал Интерактива, Ноти Дог је потписан од стране Јуниверзал Интерактива да изради 3 додатне игре. У августу 1994. године Енди Гејвин и Џејсон Рубин се селе из Бостона, Масачусетса у Лос Анђелес, Калифорнију. Током њиховог пута, Гејвин и Рубин су се посветили креирању 3Д акционе платформске игре, добијајући инспирацију од 16-битних игара тог времена као што су Donkey Kong Country, Mario и Sonic. Основна технологија за игру и за Crash Bandicoot серијал је креирана када су два програмера била у околини града Гери, у Индијани. Грубљи нацрт саме игре је дизајниран близу Колорада. Убрзо након тога, Гејвин и Рубин одбацују свој предходни дизајн за игру под називом „AI O. Saurus and Dinestein”, игри базираној на путовању кроз време и на научницима који се генетски спајају са диносаурусима. Након преласка у Јуниверзал Интерактив, Гејвин и Рубин се срећу са Сернијем, где разговарају о дизајну нове игре и где се договарају да започну процес продукције саме игре. У септембру 1994. године, Гејвин и Рубин одлучују да своју нову игру развијају за Плејстејшн, након чега Рубин креће са дизајном ликова. Новембра 1994. године Ноти Дог запошљава Дејва Багета, њиховог првог запосленог и Гејвиновог пријатеља са Масачусетског технолошког института. Заједно, Гејвин и Багет развијају алат познатији као „Game Oriented Object LISP” (GOOL), који бива коришћен приликом креирања карактера и гејмплеја саме игре. У јануару 1995. године, Рубин почиње да бива забринут око односа програмер-уметник те запошљава Боба Рафеија и Тејлора Куросакија као додатне уметнике.
Пошто се јавила потреба за водећим карактером игре, Ноти Дог запошљава уметнике Америкен Екзитусa (енг. American Exitus) Чарла Зембиласа и Џоа Пирсона како би се са њима састајали једном недељно, како би радили на дизајну окружења и карактера игре, напослетку креирајући лика под називом „Вили Вомбат”. Маркетиншки директор Јуниверзал Интерактива је инсистирао да се главни лик зове „Вез”, „Вузлс” или „Визи Вомбат”. На креирању нивоа за игру, Зембилас и Пирсон су прво нацртали свако окружење у игри, дизајнирајући и креирајући додатне елементе касније. Циљ им је био органски, обрасли изглед игре, такође радили су на томе да потпуно избегну праве линије и оштре углове. Уметник Ноти Дога је нацртао сваки позадински објекат у игри пре него што је он био измоделован. Пред уметницима је био задатак да искористе текстуру на најбољи могући начин, као и да смање количину геометрије што је више могуће. Тамни и светли елементи су били супротстављени један према другом како би креирали визуелни интерес и разбили геометрију. Уметници из Ноти Дога често би држали очи затворене док би цртали, моделовали или прелазили нивое игре како би били сигурни да је могуће играти игру само уз помоћ светла. Правилно коришћење боја је било веома важно за уметнике Ноти Дога; на пример, обострано наглашене боје су изабране као теме за нивое „Lost City” и „Sunset Vista”. Унутрашњост замка доктора Нео Кортекса је дизајнирана са циљем приказа изопачености Кортексовог ума.
Након стварања главног карактера, тим је три месеца радио на развоју игре. Игра је први пут била функционална у априлу 1995. године, док је први пут постала игрива у јуну 1995. године. Прва 3 нивоа игре су била комплетно завршена у августу 1995. године. Међутим, оцењено је да су били сувише тешки да би се тако рано појавили у игри, па су премештени у каснији део игре. У том периоду се уметница Шарлот Францис придружила Ноти Догу. У септембру 1995. године видео трака на којој је био Crash Bandicoot показана је представницима Сони Компјутер Ентертејнмента (енг. Sony Computer Entertainment) иза затворених врата. Док је играо игру током њеног развоја, Рубин је схватио да има много празних места у игри због Плејстешнове немогућности да обради велики број непријатеља који би истовремено били приказани на екрану. Поред тога, играчи би пребрзо решавали загонетке у игри. Рубин је убрзо дошао на идеју да стави кутије са разним симболима на њиховим странама како би креирао загонетке. Разбијање оваквих кутија би послужило да попуни досадне делове нивоа и да створи играчима додатне загонетке. Први „сандук” је убачен у игру јануара 1996. године, који би тиме постао примарни елемент игре и серијала. Вилијево разбијање сандука би довело до његове промене имена у „Crash Bandicoot”. У марту 1996. године, Сони прихвата да објави Crash Bandicoot, што би довело до алфа фазе игре у априлу 1996. године. Crash Bandicoot је први пут приказан на E3 сајму у мају 1996. године.
Развој другог дела, Cortex Strikes Back, почиње у октобру 1996. године. За игру, Енди Гејвин развија нови механизам и скрипт језик под именом „Game Oriented Object LISP 2” (GOOL 2) који је био три пута бржи него предходни механизам игре, такође могао је да поднесе већи број анимираних слика и полигона истовремено. Нивои у џунгли су оригинално имали маглу при тлу, али ова идеја је напуштена када су играчи и часописи почели да критикују друге девелопере игара како уз помоћ магле сакривају бројаче полигона. За ове нивое је експериментисано са сунчевом светлошћу и наглашавањем дубине. Желећи да имају нешто „прљавије” делове игре, Ноти Дог ради на нивоима у којима се радња дешава у канализацији, додавајући контраст боја и дубине нивоима, разбијајући монотонију бесконачних канализационих цеви. Такође, за потребе игре је створен равни з-бафер због чињенице да су водене површине као и блато које је коришћено у џунгли морали бити равне по Y-оси,   због тога нема таласа који би померали раван под чудним углом. Ефекат је радио на објектима у првом плану, али је коришћен и на самом Крешу, непријатељима и на неколико сандука истовремено. Музика која је коришћена за Cortex Strikes Back произведена је од стране Мутато Музике (коју су чинили Марк Модерсбаугх и Џош Мансел), док је за звучне ефекте био задужен Јуниверзал Саунд Студиос (кога су чинили Мајк Голом, Рон Хорвиц и Кевин Спирс). Ликови су дизајнирани од стране Чарла Зембиласа из компаније Америкен Екзитус. Кленси Браун је позајмљивао глас доктору Неу Кортексу, док је Брендан О'Бриен имао двоструку улогу, позајмљивајући глас доктору Н. Џину и доктору Нитрос Бриу, док је Вики Винтерс била одговорна за глас Коко Бандикут. Игра је откривена на Е3 сајму у Атланти, Џорџији, у јуну 1997. године након чега је добијен позитиван одговор од стране индустрије видео игара. Игра је ушла у алфа фазу у августу 1997. године. Отприлике у то време, Ден Ареј, водећи дизајнер игре „Gex: Enter the Gecko”, придружује се Ноти Догу и ради на поједностављању дизајна нивоа у игри.
Као и прва, и друга игра је имала комерцијалног успеха, дајући зелено светло за трећу игру. Продукција за трећу игру под називом Crash Bandicoot: Warped почиње у јануару 1998. године, дајући Ноти Догу само 10 и по месеци да је заврши. Програмери Енди Гејвин, Стефен Вајт и Грег Оми креирају три нове гејмплеј механике за игру. Две од три нове механике су биле тродимензионалне у природи и биле су креиране за потребе нивоа са авионима и џет скијама; трећа механика је била креирана за ниво са моторима у стилу симулатора вожње. Нове механике су чиниле трећину игре, док су се остале две трећине игре састојале од дорађених механика из предходних игара. Џејсон Рубин је објаснио да су „класична” механика и стил игре очувани захваљујући успесима предходне две игре следећим речима: „Ако би смо напустили тај стил игре, изгубили би велики број играча.”. За потребе џет ски нивоа и делова нивоа који се одигравају у египатским ходницима који се поплављују водом, створен је произвољни равни з-бафер. Да би се створио потпуно флуидни осећај воде на тим нивоима, на површину воде постављена је мапа окружења која је одражавала небо. На захтев продуцената из Сони Компјутер Ентертејмент Америке, додата је сенка испод Крешовог карактера, којима је било „мука да га свуда унаоколо прати мали диск”. Да би креирали „аркадно” искуство у нивоима везаним за авионе и да би се разликовали од симулатора лета, противнички авиони су програмирани тако да изађу испред играча и тиме дају шансу играчу да их обори пре него да приђу играчу са леђа и тада започну напад. Систем реликвија је откривен, тиме дајући играчима разлог да се врате у игру како би је комплетирали.
Такође 1998. године, Тајгер Електроникс (енг. Tiger Electronics) избацује серијал познат као 99X, сваки који би садржао црно беле игре као супротност ЛЦД играма по којима су били познати. То су биле мале ручне конзоле опремљени матричним екраном, омогућавајући већи спектар позадина и гејмплеја за једног играча. Иако их је покретао софтвер са РОМ-а, системи су били наменске конзоле, слични plug-and-play аркадама прве декаде 2000-тих. Crash Bandicoot игра, једноставно названа Crash Bandicoot, је издата као део овог серијала. Упркос имену и чињеници да је била платформска игра као и њени предходници, игра нити је била адаптација нити је имала икакве везе са игром из 1996. године, уместо тога игра је имала своју причу у којој би Креш за циљ имао да врати благо из уклете виле прогоњене духом по имену господин Крамб (енг. Mr. Crumb) и његовим помоћницима. Ово је била прва ручна игра избачена у овом серијалу, која је такође била прва и по питању мода за више играча.
Док је иницијално Ноти Дог био потписан да направи само три игре, врло је мало фалило да Crash Team Racing постане Crash 3 јер је почео са развојен након Crash 2, а договор је био да игра која се прво заврши прва и изађе. Међутим Ноти Дог је већ био дубоко у пројекту, па је одлучено да се он доврши и избаци. Давид Багет је продуцирао музику за игру, са Марком Модерсбаугхом и Џошом Манселом из Мутато Музике, док су компоновање музике радили Марк Модерсбаугх и Џош Мансел. Звучни ефекти су рађени од стране Мика Голума, Рона Хорвица и Кевина Спира из Јуниверзал Саунд Студиоса. Ово је означило крај Ноти Догових Crash Bandicoot игара.
Са избацивањем игре Crash Bash, Јуниверзалов уговор за издавање игара је истекао са Сони Компјутер Ентертејментом. Крешов истакнути статус у заједници видео игара подстакао је компанију на идеју да Crash Bandicoot постане вишеплатформски серијал, дајући Марку Сернију и Викариус Вижну да направе две одвојене али повезане игре.

### 2001-2006: Прелазак на друге платформе
Crash Bandicoot: The Wrath of Cortex је оригинално развијен од стране компаније Травелерс Тејлс. Након неуспелог договора између Јуниверзал Интерактива и два ентитета којима је поверена игра, Травелер Тејлс је био приморан да промени игру из концепта слободног кретања у стандардни Crash наслов. Травелерс Тејлс је био приморан да крене да развија игру од нуле и добили су само дванаест месеци да заврше са развојем игре. Игра је добила различите коментаре, али је ипак успела да уђе у састав Највећих Хитова захваљујући доброј продаји. Иако су права за цео Crash Bandicoot серијал припадала Вивенди Јуниверзалу, Сони је задржао права за дистрибуцију и пренос оригиналних игара из Crash Bandicoot серијала.
Следеће године, Јуниверзал преко Викариус Вижна (енг. Vicarious Visions) издаје своју прву Crash Bandicoot игру, ручну ексклузиву под називом The Huge Adventure која је рађена од стране Викариус Вижна и која је имала добре рецензије. Игра је остала упамћена јер је била доста слична Ноти Договом Crash Bandicoot 3. Ово је омогућило излазак наставка под именом, N-Traced, који је имао сличне рецензије као и његов предходник. Током овог времена одсек Травелерс Тејлса - Травелерс Тејлс Оксфорд Студио је развијао нову Crash игру за конзоле. Испоставило се да је ова нова игра била Crash Nitro Kart, али је из неразјашњених разлога Јуниверзал развој Crash Nitro Kart пребацио на своју подкомпанију Викариус Вижн. Травелерс Тејлс Оксфорд Студио је онда прешао на следећи пројекат, Crash Bandicoot Evolution.
Crash Bandicoot Evolution је био замишљен да уведе нови режим игре за Креша, са планом да игра буде платформер/RPG са доста различитих елемената планираних за игру; али је он на крају постао Crash Twinsanity. Иако је Травелерс Тејлс планирао да креира Crash Bandicoot игру под називом Cortex Chaos као и наставак на Crash Twinsanity, Јуниверзал никада није одобрио ове игре и самим тим их je укинуо. Викариусова четврта и последња игра је носила наслов Crash Bandicoot Purple: Ripto's Rampage и била је издата за Гејмбој Адвенсд, и била је замишљена као укрштање са Spyro серијалом и игром која је уследила Spyro Orange: The Cortex Conspiracy.
Иако су Cortex Chaos и наставак на Crash Twinsanity били отказани, Травелерс Тејлс је добио налог да изради још једну Crash Bandicoot игру. У плану је било да то буде картинг игра под називом Crash Clash Racing. Међутим, Травелерс Тејлс је скинут са пројекта који је касније додељен Радикал Ентертејменту (енг. Radical Entertainment). Нови студио наставио је са променама у пројекту креирајући нову игру, задржавајући само две основне идеје, сукоб и фузију. Игра је била издата први пут под Јуниверзаловим брендом Сиера Ентертејмент (енг. Sierra Entertainment) и била је прва која користила Радикалов титаниумски механизам, тиме добијајући назив Crash Team Tag Racing.
Следеће године излази Crash Boom Bang!, 20. јула 2006. године. То је била прва Crash Bandicoot игра креирана од стране јапанског студија за видео игре под именом Димпс (енг. Dimps). Ово је такође била прва игра која је у свим регионалним верзијама игре искључиво имала јапански глас.

### 2007-2010: Редизајн
Израда игре Crash of the Titans, Радикалове друге игре, почиње након завршетка рада на Crash Team Tag Racing. Графика за Вии верзију игре је био један од Радикалових главних фокуса на изради игре, Радикал је изјавио да Вии има „много снаге” и да изражавају жељу да је потпуно искористе. Такође су размишљали о примени функције за повезивање Вии-а и ДС-а током играња, али су одустали због техничких проблема и ограничења са временом. Иксбокс 360 верзија је имала пар месеци више за развој захваљујући чему је графика била побољшана пре коначног изласка.
Док је игра била у развоју, главни карактер игре, Креш Бандикут, је постао нова маскота Друштва леукемије и лимфома за програм „Школа и млади” за борбу против рака крви. У жељи за даљом промоцијом игре, Хамер је осликан са сликама из игре и тада је и приказан на годишњој забави у Бристолу, у Уједињеном Краљевству. „Чудовишна верзија” игре је објављена ексклузивно у Европи 12. октобра 2007. године за Плејстејшн 2. Ово посебно издање игре садржало је снимке процеса прављења игре, помоћи при игрању, листу кодова за лакше прелажење игре, као и трејлере са Е3 сајма на различитим језицима. Због „благог насиља и језика” игра је добила PG рејтинг од стране организације BBFC.
Рад на игри Crash: Mind over Mutant, је био трећи и последњи Радикалов наслов за Crash Bandicoot, смештен одмах након радње Crash of the Titans. Идеја о задржавању титана за каснију употребу је потекла из сесија тестирања игре, у којима је утврђено да тестери нерадо остављају титане након борбе са босовима. Љубитељи серијала су били извор инспирације за игру Crash: Mind over Mutant, имајући жељу за слободним кретањем, могућности да играчи поново могу да играју као Коко Бандикут, као и повратак доктора Нитрус Бриа. За игру се разматрала могућност потпуног управљања камером, али је та идеја одбијена из графичких разлога, као и чињенице да не дође до уметања подељеног екрана (split-screen) током заједничке игре. Онлајн игра је такође сматрана као део готове игре, али је изостављено због кратког распореда и недостатка времена. Могућност да се игра као Коко Бандикут изостављена је из Плејстејшн 2 верзије због њених изразитих анимација које би заузимале велики део меморије конзоле. Вии верзија игре Crash: Mind over Mutant креирана je прва, верзија за Иксбокс 360 била урађена са побољшаном графиком, односно верзија за Плејстејшн 2 урађена са ослабљеном графиком.
2010. године су почеле гласине да Радикал Ентертејмент ради на свом четвртом Crash Bandicoot наслову, под именом Crash Landed, али због великог броја отпуштених радника, игра је отказана, а сви преостали програмери су пребачени су да раде на игри Prototype 2. ДС верзија је израђена од стране Ренегаде Кид студија (енг. Renegade Kid) две недеље пре него што га је Активижн угасио. Хај Импакт Гејмс (енг. High Impact Games) ради на развоју ребута Crash Team Racing за Плејстејшн 3, Иксбокс 360 и Вии, али је игра отказана од стране Активижна пре самог прототипа. Неколико идеја за саму игру је на крају ушло у DreamWorks Super Star Kartz.

### 2011-2016: Прекид
У интервјуу за Котаку блог тадашњи извршни директор Активижна Ерик Хиршберг (енг. Eric Hirshberg) упитан за будућност Crash Bandicoot серијала, је изјавио следеће: „Ја званично немам ништа да најавим, али могу да говорим као појединац, ја обожавам Креша Бандикута. То су биле једне од мојих омиљених игара док сам одрастао. Волео бих да пронађем начин да га повратим назад, ако је то могуће.” Енди Гејвин, ко-креатор Креша Бандикута, је рекао да би волео да види ХД верзију прве четири игре у серијалу, или чак потпуни ребут серијала. Џејсон Рубин, ко-креатор Креша Бандикута, је рекао да се нада да ће Активижн „вратити Креша назад у дане славе и да је карактер и даље драг фановима између 18 и 49 година”. Нови дизајн за Креша Бандикута је уочен на фоткама Викариус Вижн студија, дижући гласине да је можда нова игра у развоју, иако је касније потврђено да је то само концепт дизајн предходне отказане Crash Bandicoot игре.
Јуна 2013. године, ко-креатор Енди Гејвин предлаже начин за ревитализацију серијала: „Крешу је потребан потпуни ребут. Постоји могућност да се историја ресетује, да се вратимо у време креације и оригиналног сукоба са Кортексом. У том контексту, можемо да репризирамо радњу и негативце из Crash 1 и Crash 2. Имало би више смисла да користимо модерни стил слободног кретања. Више бих се концентрисао на додавање акције и на стил анимације који су имали ликови из Шашаве дружине (енг. Looney Tunes). То смо урадили са оригиналним Crash Bandicoot, и не видим разлог зашто то не би могло да се учини данас. С обзиром на тренутне Crash игре, људи заборављају да је он некада био кул. Наш Креш је имао хировиту нарав. Наравно било је шашаво - али није било глупо”.
Новембра 2013. године, почињу да се шире гласине да је Сони купио права за серијал од Активижна. Спекулације су биле подгрејане изласком кампање #4ThePlayers Плејстејшна 4, на којој се налазио путоказ са Крешовом силуетом и који је показивао на нараџасти дијамантски лого компаније Сони Компјутер Ентертејмент. Публикације као што су ИГН су извештавале да је Креш обрисан са званичног Активижновог сајта, што је изгледа дало још већи кредибилитет гласинама. Међутим, убрзо након тога, ово је доказано као лажно јер је један од представника Активижна рекао за Гејм Информер „да [Активижн и даље у власништву поседује] Crash Bandicoot серијал и да и даље истражује начине како може да врати вољени серијал у живот”.
Јула 2014. године, извршни директор Сони Компјутер Ентертејмента Ендрју Хаус открива да оживљавање Crash Bandicoot серијала је нешто о чему су размишљали, рекавши „да та опција никад није искључена”, док је Ноти Дог открио кроз интервју за ИГН да постоји могућност да можда оживе и Crash Bandicoot и Jax & Dexter серијалe. У јануару 2015. године, међутим, Џош Шер из Ноти Дога изјављује у интервјуу за Гејм Информер да Ноти Догу не недостаје рад на овим серијалима и да немају намеру да их враћају у живот. Упркос овим изјавама, ко-председник Ноти Дога Еван Велс тврди да би компанија волела да оживи Crash Bandicoot серијал, али да ту опцију није видео као одрживу.
Децембра 2015. године, гласине око повратка Креша Бандикута су се поново распламсале када је председавајући члан Сони Интернашнал Ентертаинмент студија и извршни директор и председник Сони Компјутер Ентертејмент Америке Шон Лејден изашао на сцену Плејстејшн Икспирианс сајма (енг. PlayStation Experience) носећи Креш Бандикут мајицу. Лејден, међутим, никада није спомињао серијал на сајму, и до данас није објашњено зашто је носио баш ту мајицу. У фебруару 2016. године, нова Crash игра се појавила на хоризонту када је НЕЦА (енг. NECA) директор продукционог развоја Ренди Фалк изјавио у интервјуу са јутјубером Пиксел Даном да компанија „ради нешто са Сонијем” пре него што је споменуо следеће: „видим како они враћају Креш Бандикута назад, тако да тамо има сјајних ствари”. Међутим, убрзо након тога, представници компаније НЕЦА су појаснили да је ГејмСпот погрешно схватио Фалкове коментаре, и да је Фалк само причао о хипотетичком повратку серијала након што је видео цртеже Креша који су створили фанови пре самог интервјуа.
Ноти Догова игра из 2016. године, Uncharted 4: The Thief's End, садржала је сцену протагонисте Нејтана Дрејка како игра ниво из оригиналног Crash Bandicoot, додатно проширијући гласине да је повратак серијала неизбежан. Спекулације су подгрејане још више када је откривено да Активижново власништво серијала нигде није споменуто на крају игре, што је изазвало гласине да је франшиза купљена од стране Сонија. Лекс Ланг, човек који је позајмљивао глас др Неу Кортексу, на Фејсбуку наговештава да је од њега затражено да репризира своју улогу. Међутим, убрзо након тога, нагађања и гласине су угашене када је Сонијев ВП за односе са издавачима Адам Бојес потврдио на Твитеру да Активижн и даље поседује права на серијал, док је Ланг објаснио да није покушао да најави потенцијално oживљавање Crash Bandicoot серијала, и да није питан да се врати у серијал, већ да би био отворен да поново позајми глас у некој новој Crash игри у будућности.

### 2016-до данас: Оживљавање
На Е3 сајму 2016. године током Сонијеве конференције, након много година гласина и спекулација, повратак Crash Bandicoot је официјално најављен, од стране Активижна, и то да ће прве три игре из оригиналног Плејстејшн серијала бити потпуно изнова урађене. Креш ће такође бити један од карактера који ће моћи да се игра у Активижновом игри која комбинује игру са играчкама названом Skylanders: Imaginators, која је била заказана за 16. октобар 2016. године. Такође је најављено на Гејмскому 2016. године да ће у игри Imaginators бити могуће да се игра са др Неом Кортексом, и да ће ниво базиран на тематици Креша бити креиран за игру, под именом „Thumpin's Wumpa Islands”. Римејк оригиналне трилогије је радио Викариус Вижн под називом Crash Bandicoot N. Sane Trilogy, игра је пуштена за Плејстејшн 4 30. јуна 2017. године. Такође, Викариус Вижн је изразио жељу да направи још једну игру као наставак на N. Sane Trilogy. Два додатна нивоа су додата након изласка игре као додатни садржај који може да се преузме, а и игра је портована на Нинтендо Свич, Иксбокс 1 и на Мајкрософт Виндовс 29. јуна 2018. године уз асистенцију компаније Тојс фор Боб (енг. Toys for Bob) која је радила на Skylanders игри.
Током интервјуа за Метро Гејм Централ (енг. Metro Game Central), продуцент Викариус Вижна Кара Маси (енг. Kara Massie) одбила је да искључи могућност ремастера Crash Team Racing за Плејстејшн 4. Маси је признала да је више пута питана око оживљавања Crash Team Racing као и Spyro the Dragon серијала од стране фанова. У то време Маси није могла да потврди да ће Викариус Вижн радити на Crash играма након изласка N. Sane Trilogy. Римејк за Crash Team Racing је стидљиво најављен 4. децембра 2018. године од стране тадашњег презентера Плејстејшна Холи Бенет (енг. Hollie Bennett), која је тада поделила слику две нараџасте нејасне коцке на Твитеру, са најавом која је уследила два дана касније на додели награда Гејм Авордс (енг. Game Awards) за 2018. годину. Римејк назван Crash Team Racing Nitro-Fueled, је формално најављен на додели награда и објављен је 21. јуна 2019. године за Плејстејшн 4, Иксбокс 1 и Нинтендо Свич, али без планова да игра буде портована на персоналне рачунаре. Римејк је рађен од темеља од стране компаније Бинокс (енг. Beenox), још једне Активижнове подкомпаније, који би укључио све ликове, стазе и возила из Crash Nitro Kart (игра која је предходно рађена од стране Викариус Вижна), као и све ликове, возила и изгледе из Crash Tag Team Racing. Игра такође садржи ретро теме ексклузивно за Плејстејшн 4 као и месечне трке са додатним ликовима који се могу откључати без додатне наплате.
21. јуна 2020. године, официјални Crash Bandicoot налози на друштвеним мрежама су поставили кратки видео откривајући нову Crash Bandicoot игру под називом Crash Bandicoot 4: It's About Time; игра је објављена за Плејстејшн 4 и Иксбокс 1 2. октобра 2020. године, као и за Нинтендо Свич, Плејстејшн 5 и Иксбокс сирис X и сирис С 12. марта 2021. године. Crash Bandicoot: On the Run!, је игра у којој играч непрестано бежи и која је издата за Андроид и ИОС, најављена у јулу 2020. године, након кратког изласка за Андроид за одређена подручја у југоисточној Азији 22. априла 2020. године под именом Crash Bandicoot Mobile. Игра је израђена и издата од стране компаније Кинг (енг. King) у сарадњи са Активижном, и објављена је 25. марта 2021. године.

## Општи елементи игре
Crash Bandicoot је примарно платформерски серијал игара. Циљ сваког нивоа је да се Креш доведе од почетка до краја нивоа, путујући било по екрану, према играчу или лево и десно у маниру бочног померања. Неки нивои Креша стављају у јединствене ситуације које захтевају употребу мотора, џет скија, подморница или разних дивљих животиња како би се завршио ниво.
У оригиналном Crash Bandicoot, Крешов сет потеза је био прилично ограничен; могао је да трчи, скаче и да се врти кроз непознато окружење пуно непријатељских створења. Други део, Cortex Strikes Back, је представио неколико нових потеза које ће играч користити кроз игру, који укључују дупли скок, скок са спином, удар телом и клизање. Трећи део, Warped, је наставио са проширивањем Крешових могућности тако што када год би играч успео да пређе боса добио би нов потез, што је настављено и у The Wraith of Cortex. Играч је имао могућност да се заврти и да проклиза у истом тренутку приликом притиска на одговарајуће тастере.

### Ствари за сакупљање
Најчешћа ствар која може да се покупи у серијалу јесте Вумпа воће, које се углавном налази на главном путу на већини нивоа, као и унутар већине сандука. Сакупљањем 100 Вумпа воћки ће донети играчу додатни живот. Вумпа воће има и других намена и у другим игара, као што је обнављање животних поена у неким од Crash Bash нивоа као и ојачавање оружја у Crash Team Racing. У новијим играма, Вумпа воће је коришћено да обнови Крешове животне поене, док га Моџо ефикасно мења као нову најчешћу ствар која може да се покупи. Прикупљањем Аку Аку маске, Креш може бити заштићен од већине непријатеља и препрека (мада код неких елемената игре као што су рупе без дна Креш свакако губи живот). Креш може да покупи до две маске за два додатна штита од штете, а додавањем још једне маске добија привремену неуништивост. Када Креш сакупи две маске, Аку Аку маске ће добити златну боју у већини игара; док ће рецимо у игри Crash Twinsanity Аку Аку маска почети да сија.
Друге драгоцености које Креш проналази на својим авантурама јесу драгуљи и кристали. Већина драгуља се добија уништавањем свих сандука на нивоу. Почевшћи од игре Cortex Strikes Back, додатних пет драгуља може се добити решавањем посебних задатака или проналажењем скривених подручја. Crash Twinsanity садржи шест обојених драгуља по нивоу, од којих се већина добија решавањем мањих загонетки. Кристали, који играју кључну улогу у причи већине Креш игара почевши од другог дела, обично су потребни да би се напредовало у игри. Реликвије су први пут представљене у Warped, зарађују се у „Time Trial” модовима, где се вреднија реликвија зарађује за боље време. У оригиналној игри, играч може да добије два додатна кључа након што пређе две Кортекс бонус рунде, којима откључава два додатна нивоа.

### Сандуци
Сандуци се јављају у неколико варијанти и могу се наћи у изобиљу широм Крешовог света. Већина сандука ће помоћи играчу на путу кроз игру, дајући му Вумпа воће, додатне могућности преживљавања као што је Аку Аку маска и додатне животе. У већини игара играч ће бити награђен драгуљем ако разбије све сандуке на нивоу.
ТНТ и Нитро су једини сандуци које могу да науде Крешу. ТНТ сандук има осигурач од три секунде када се скочи на њега, док Нитро сандук експлодира истог тренутка ако дође у контакт са Крешом или било чим другим. Прекидачки сандуци (које се разликују од других сандука због узвичника на њима) користе се за појаву невидљивих сандука. Зелени прекидачки сандук ће детонирати све нитро сандуке на нивоу.
Сандуци означени са „C” су чекпоинти на које ће се Креш вратити у случају да настрада током игре. Закључани сандуци су заштићени металним кућиштем које је могуће једино уништити Крешовим ударом тела, док трамболина сандуци омогућавају да се приступи високим деловима на нивоу скоком на њих. Слот сандуци се драстично мењају између различитих типова сандука, иако нису уништени на време, они постају метални и неуништиви. Временски сандуци су специјална врста сандука које је једино могуће наћи у „Time Trial” моду. Они ће зауставити време на неколико секунди у зависности од броја који се нађе на сандуку, тиме давајући шансу играчу да победи хронометар.

### Структуре
Оригинални Crash Bandicoot користи прилично линеарну структуру где се Креш пробија кроз нивое на мапи, док су нека подручја на мапи доступна лоцирањем драгуља. Почевши од игре Cortex Strikes Back, игра се обично одвија у хаб свету који носи име „Warp Room”, са нивоима подељеним у пет етапа. Да би напредовао, играч мора да пронађе и сакупи кристал унутар сваке етапе, које могу бити игране било којим редом, пре него што се суоче са босом на крају сваке просторије. Од Twinsanity па надаље, игре би имале приступ слободнијег кретања, док би Креш пролазио кроз разне области.

### Музика
Бројни композитори допринели су музици у Crash Bandicoot серијалу. Џош Мансел из Мутато Музике је одговоран за музику за прве четири игре. Након четврте игре, велики број композитора је био одговоран за музику у другим играма. Стив Дакворт је компоновао музику за Crash Bash, Енди Блајт и Мартен Џоустра су компоновали музику за The Wraith of Cortex, Ашиф Хакик и Тод Мастен за Crash Nitro Kart, док је Спиралмаут компоновао а капелу за Twinsanity. Музика за Tag Team Racing је била компонована од стране Спиралмаута и Марка Барила, док је музика за Crash of the Titans и Mind over Mutant била компонована само од стране Барила.

## Програмери и издавачи
Прве четири Crash Bandicoot игре је израдио Ноти Дог. Bash је израђен од стране компаније Еуроком (енг. Eurocom), The Wraith of Cortex и Twinsanity су израђени од стране Травелерс Тејлса и њеног одсека Травелерс Тејлс Оксфорд респективно. The Huge Adventure (Crash Bandicoot XS у Европи), 2: N-Traced, Nitro Kart, Purple: Ripto's Rampage (Crash Bandicoot Fusion у Европи) и N. Sane Trilogy су израђени од стране Викариус Вижна. Tag Team Racing, Crash of the Titans и Mind over Mutant су рађени од стране Радикал Ентертејмента. Boom Bang! је радио Димпс. Team Racing Nitro-Fueled је радио Бинокс. It's About Time је израдила компанија Тојс фор Боб.
Првих пет игара из Crash Bandicoot серијала је објавио Сони Компјутер Ентертејмент, а продуцирао их је Јуниверзал Интерактив Студио. Од The Wraith of Cortex па све до Twinsanity игре је објављивао Јуниверзал Интерактив (сада угашен Вивенди Гејмс). Tag Team Racing, Boom Bang! и Crash of the Titans су објављени од стране Сиера Ентертејмента. Све остале игре од Mind over Mutant је објавио Активижн.
Конами је објавио и дистрибуирао неке Crash Bandicoot игре у Јапану за јапанско тржиште и светско издање The Wraith of Cortex. Сега је објавила јапанску Свич верзију за N. Sane Trilogy, као и Team Racing Nitro-Fueled.

## Остали медији

### Манга
1998. године Коро Коро Комикс (енг. Coro Coro Comics) развија манга серијал под именом „Crash Bandicoot - Dansu! de Jump! na Daibōken”, слабо базиран на догађајима из Crash Bandicoot 2: Cortex Strikes Back. Серијал је цртан и продуциран од стране аутора Арија Кавашиме, који је објавио само два тома манге, док је укупан број манги непознат.

### Анимација
2007. године компанија Анимирана Слика (енг. The Animation Picture Company) је произвела 4 кратка веб филма, у сврхе промовисања игре Crash of the Titans, под називима „Crash Bandicoot: No Use Crying”, „Crash Bandicoot Monster Truck”, „Crash Bandicoot - Titan Idol” и „Crash Bandicoot - Have Another”, у трајању од три минута. Филмови су доступни за бесплатно преузимање на Иксбокс 360 видео услугама, али су и такође доступни за бесплатно гледање на Интернету.
Донекле слично томе, оригинална игра је имала кратке сцене на почетку и крају игре које нису коришћене у игри. Ове сцене нису коришћене из разлога што су биле ручно цртане и анимиране од стране Јуниверзал Аниматион Студија, током њиховог кратког развоја игре (Џим Камингс је радио на пратећем звуку за анимације).Такође, постојала је могућност експлоатације у анимирану ТВ серију. Анимација је имала сличан изглед и изазивала је сличан осећај као и друга адаптација компаније Јуниверзал у том времену - Earthworm Jim. Међутим, када је Сони купио права да објави игру, наређено је да се сцене избаце ради пуног приказа 3Д елемената. Сцене нису биле видљиве за јавност све до 2015. године, када их је продуцент Дејвид Шилер аплоудовао на Јутјуб.
Креш је такође гостовао у анимираној серији под именом Skylanders Academy. На крају епизоде под именом „The Skylands are Falling!”, због акција Скајледера, Креш нехотице бива повучен у димензионални расцеп док се борио са Кортексом, завршавајући у Скајленду. Током епизоде под именом „Crash Landing” Креш ступа у савез са Спајром и Скајлендерима како би заједнички повратили тамну реликвију која ће Креша вратити на острво Вумпа. Крешово појављивање у Skylanders Academy се разликује од његовог појављивања у Skylanders: Imaginators, где он за разлику од других појављивања имао могућност да прича потпуно нормално целе реченице са аустралијским акцентом. Трећа сезона Skylanders Academy вратила је карактер са гласом Риса Дарбија, који је заменио Ерика Роџера због његовог одласка са места шоуранера. Креш се враћа у епизоди „Days of Future Crash”, у којој га Мрачни Спајро и Еруптор враћају из будућности из различитих разлога, поремећујући њихову временску линију. Након што успевају да поврате нови уређај за путовање кроз време, они га шаљу кући. Креш се поново појављује у завршници сезоне под именом „Raiders of the Lost Arkus, Part II” где су он и Коко (глас је позајмила Тара Стронг) доведени са острва Вумпа од стране Скајлендера и Флина како би зауставили Каоса да уништи Језгро Светлости. Дизајн Коко у серијалу је била комбинација њеног дизајна из игара Titans и Mind over Mutant, као и Креш, она је причала са аусталијским акцентом и имала је вештину да изгради сопствено оружје, али је и била у могућности да контролише технологију до те мере да је могла да контролише бумеранг у борби помоћу мисли.
13. јануара 2021. године процурели су пробни снимци недовршене Crash Bandicoot серије на Редиту. Серија би била копродукција између Активижна и Амазон студија. Серија је отказана због спора око сценарија.

## У науци
Најраније откривен фосил бандикута из Миоцене у Аустралији добио је назив биномне номенклатуре Crash bandicoot.

## Комерцијални успех
Crash Bandicoot серијал је био комерцијални успех. Од 2007. године, све игре у серијалу су продате у 40 милиона примерака широм света. Према сајту Гамасутра, прва Crash Bandicoot игра продала је 6,8 милиона копија до новембра 2003. године, чинећи је седмом најпродаванијом игром икада на Плејстејшну. Cortex Strikes Back продао је 3,85 милиона копија у Сједињеним Америчким Државама, док је Warped продао 3,74 милиона копија. Последње две игре на оригиналној Плејстејшн конзоли Crash Team Racing и Crash Bash су продале 1,9 односно 1,1 милион копија у Сједињеним Америчким Државама респективно. Crash Bandicoot: The Wrath of Cortex продао је 1,56 милиона копија у Сједињеним Америчким Државама.
12. фебруара 2019. године, Активжн је у саопштењу за медије објавио "Финанскијске резултате за 4. квартал 2018. годинe", у коме пише да је N. Sane Trilogy продао 10 милиона копија од његовог иницијалног изласка 2017. године.
Crash Bandicoot серијал је једна од ретких западних видео игара која је успела да оствари велики успех у Јапану. Cortex Strikes Back и Warped су продали 1,3, односно 1,4 милиона примерака у Јапану респективно, док је Плејстејшн 2 верзија Wrath of Cortex продала 212 хиљада копија.